# Якби-то ти, Богдане п'яний…
«Якби-то ти, Богдане п'яний…» — вірш Тараса Шевченка 1859 року, написаний у Переяславі.

## Написання та автографи
Збереглися кілька автографів вірша: чорновий автограф; чистовий автограф у «Більшій книжці». Дата в чорновому автографі «18. Август. В Переяслові», в чистовому — «18 августа. В Переяславі». Вірш датується за чистовим автографом та його місцем у «Більшій книжці» серед творів 1859 року: 18 серпня 1859 рік, місце написання — Переяслав.
Чорновий автограф з виправленнями Шевченка написано олівцем, дату поставлено вгорі аркуша. На початку XX століття цей автограф належав М. І. Стороженкові, до якого потрапив з родини Рєпніних. У 1984 році його виявлено в РДАЛМ. У зібранні творів Шевченка його текст подається вперше. За чорновим автографом, з кількома виправленнями, Шевченко переписав вірш до «Більшої книжки».
Рядки 1—4 вперше надруковано за «Більшою книжкою» у виданні: «Кобзарь Тараса Шевченка / Коштом Д. Е. Кожанчикова» (СПб., 1867 рік, стор. 636). Повністю вперше вірш надруковано за «Більшою книжкою» в «Кобзарі з додатком споминок про Шевченка Костомарова і Микешина» (Прага, 1876 рік, стор. 213) з неточною датою: «19 августа 1859».

## Сюжет
Вірш написаний під враженням від перебування поета в Переяславі та від усього того, що поет бачив, подорожувавши Україною влітку 1859 року (гноблення кріпаків, сваволя царських сатрапів). На настроях твору позначилися й переживання поета під час недавнього арешту. Переяслав — місто, в якому відбулась історична Переяславська рада, в ті часи — занедбане повітове містечко. Природно, що саме в Переяславі думки поета про тяжку долю сучасної йому України поєдналися з іменем Богдана Хмельницького, якому він дає тут однобічну, негативну оцінку. Глибоко шануючи гетьмана як «геніального бунтівника», що очолив боротьбу українського народу проти польської шляхти, Шевченко водночас ніби переадресовував йому — «Олексієвому другові» («Стоїть в селі Суботові») свої дорікання царизмові за тогочасне становище народу.